# Riccardo Perpetuini
Riccardo Perpetuini (Latina, 4 agosto 1990) è un ex calciatore italiano, di ruolo centrocampista.

## Caratteristiche tecniche
È un centrocampista dinamico, in grado di giocare sia davanti alla difesa che come mezzala.

## Carriera

### Club
Originario di Cisterna di Latina, inizia a giocare a calcio sin da piccolissimo frequentando le scuole-calcio della sua città.

#### Lazio
Superando alcuni provini, viene ammesso nelle formazioni giovanili della Lazio. Nel 2007 lascia Cisterna e si trasferisce a Roma, continuando a crescere come calciatore e diventando un titolare della Primavera dei biancocelesti. Nel luglio 2008 prende parte al ritiro della prima squadra, giocando in molte delle amichevoli pre-campionato.
Il 13 maggio 2009 vince la Coppa Italia, quando la Lazio batte ai calci di rigore la Sampdoria. Il 17 maggio successivo, a 18 anni, esordisce in Serie A, entrando al posto di Ousmane Dabo nel secondo tempo di Palermo-Lazio, persa per 2-0 allo Stadio Renzo Barbera di Palermo.
L'8 agosto 2009 vince il suo secondo titolo con la maglia della Lazio, quando la Lazio batte, per 2-1, l'Inter nella partita per l'assegnazione della Supercoppa italiana. La seconda presenza in Serie A arriva il 20 settembre successivo nel pareggio per 1-1 contro il Catania, quando subentra al 70' al posto di Pasquale Foggia. Il 1º ottobre 2009 scende in campo nella seconda partita della fase a gironi di UEFA Europa League disputata dalla Lazio, contro il Levski Sofia e terminata 4-0 in favore dei laziali.

#### Crotone e ritorno alla Lazio
L'11 gennaio 2010 si trasferisce al Crotone, militante in Serie B, in prestito gratuito fino a giugno. Esordisce il 23 gennaio successivo nella sconfitta per 3-0 contro il Brescia, subentrando al 59' ad Andrea Mazzarani. Con il Crotone totalizza 9 presenze ed alla fine del prestito fa il suo ritorno al club capitolino.
Inizia quindi la stagione 2010-2011 alla Lazio con cui tuttavia totalizza una sola presenza, in Coppa Italia.

#### Foggia
Il 23 dicembre 2010 passa in prestito al Foggia. Fa il suo esordio in maglia rossonera il 9 gennaio 2011 nella sconfitta per 4-2 contro la Lucchese, subentrando al 75' a Salvatore Burrai. Dopo due allenamenti e una partita disputata con i nuovi compagni, subisce una lesione del legamento crociato del ginocchio. È costretto, di fatto, a terminare la stagione con una sola presenza all'attivo.
Il 31 agosto 2011 viene ceduto ancora una volta al Foggia, stavolta con la formula della compartecipazione. Nella sua seconda stagione con la maglia del Foggia disputa un totale di 20 partite. Anche questa volta, a fine stagione lascia il club foggiano per tornare a Roma.

#### Salernitana
Il 3 agosto 2012 firma con la Salernitana, che lo acquista in compartecipazione dal club biancoceleste. Esordisce il 16 settembre 2012 nel pareggio per 2-2 contro l'Aversa Normanna. Il 14 ottobre successivo sigla il suo primo gol da professionista, siglando il momentaneo pareggio per 1-1 nella vittoria per 3-1 contro il Borgo a Buggiano. Il 12 maggio 2013 vince il campionato italiano di Lega Pro Seconda Divisione ottenendo la promozione in Lega Pro Prima Divisione e il 25 maggio successivo vince la Supercoppa di Lega di Seconda Divisione battendo, sia all'andata e al ritorno, la Pro Patria. Conclude la stagione con 33 presenze e 4 reti.
Tornato alla Lazio, il 2 settembre 2013 viene acquistato con la formula del prestito ancora una volta dal club campano, con cui conquista la Coppa Italia Lega Pro. A fine stagione torna alla Lazio totalizzando in due stagioni con la Salernitana 60 presenze e 6 gol.

#### L'Aquila
Il 15 luglio 2014 firma un biennale con L'Aquila, in prestito per il primo anno con obbligo di riscatto per il secondo. Il 10 agosto successivo fa il suo esordio in occasione della vittoria per 2-1 contro l'AltoVicentino nel primo turno di Coppa Italia. Durante la 4ª giornata di campionato, contro il Pontedera, subisce un grave infortunio che lo costringe a rimanere per mesi fuori dal rettangolo di gioco.

#### Cremonese
Dopo aver rescisso il contratto che lo legava alla Lazio, il 25 settembre 2015 firma un contratto annuale con la Cremonese militante in Lega Pro. L'esordio arriva appena 2 giorni più tardi in occasione del pareggio interno, per 3-3, contro il Mantova. Dopo appena 4 mesi dove totalizza 14 presenze decide di trasferirsi al Mantova.

#### Mantova
Il 22 gennaio 2016 il Mantova comunica, sul proprio sito ufficiale, di aver acquisito a titolo definitivo le prestazioni sportive del giocatore. L'esordio arriva due giorni più tardi in occasione del pareggio interno, per 0-0, contro il Südtirol.

## Dopo il ritiro
Il 28 ottobre 2016, a soli 26 anni e complice diversi infortuni, annuncia il suo ritiro dal mondo del calcio per intraprendere la carriera da odontoiatra. Conclude la sua carriera da calciatore con un bottino di 136 presenze e 6 reti.

## Statistiche

### Presenze e reti nei club
| Stagione           | Squadra            | Campionato         | Campionato | Campionato | Coppe nazionali | Coppe nazionali | Coppe nazionali | Coppe europee | Coppe europee | Coppe europee | Altre coppe | Altre coppe | Altre coppe | Totale | Totale |
| Stagione           | Squadra            | Camp               | Pres       | Reti       | Camp            | Pres            | Reti            | Camp          | Pres          | Reti          | Camp        | Pres        | Reti        | Pres   | Reti   |
| ------------------ | ------------------ | ------------------ | ---------- | ---------- | --------------- | --------------- | --------------- | ------------- | ------------- | ------------- | ----------- | ----------- | ----------- | ------ | ------ |
| 2008-2009          | Lazio              | A                  | 1          | 0          | CI              | 0               | 0               | -             | -             | -             | -           | -           | -           | 1      | 0      |
| 2009-gen. 2010     | Lazio              | A                  | 2          | 0          | CI              | 0               | 0               | UEL           | 3             | 0             | SI          | 0           | 0           | 5      | 0      |
| gen.-giu. 2010     | Crotone            | B                  | 9          | 0          | CI              | 0               | 0               | -             | -             | -             | -           | -           | -           | 9      | 0      |
| 2010-gen. 2011     | Lazio              | A                  | 0          | 0          | CI              | 1               | 0               | -             | -             | -             | -           | -           | -           | 1      | 0      |
| Totale Lazio       | Totale Lazio       | Totale Lazio       | 3          | 0          |                 | 1               | 0               |               | 3             | 0             |             | 0           | 0           | 7      | 0      |
| gen.-giu. 2011     | Foggia             | 1D                 | 1          | 0          | CI-LP           | 0               | 0               | -             | -             | -             | -           | -           | -           | 1      | 0      |
| 2011-2012          | Foggia             | 1D                 | 20         | 0          | CI-LP           | 0               | 0               | -             | -             | -             | -           | -           | -           | 20     | 0      |
| Totale Foggia      | Totale Foggia      | Totale Foggia      | 21         | 0          |                 | 0               | 0               |               | -             | -             |             | -           | -           | 21     | 0      |
| 2012-2013          | Salernitana        | 2D                 | 29         | 4          | CI-LP           | 2               | 0               | -             | -             | -             | SdL-2D      | 2           | 0           | 33     | 4      |
| 2013-2014          | Salernitana        | 1D                 | 22+1       | 2          | CI+CI-LP        | 0+4             | 0               | -             | -             | -             | -           | -           | -           | 27     | 2      |
| Totale Salernitana | Totale Salernitana | Totale Salernitana | 52         | 6          |                 | 6               | 0               |               | -             | -             |             | 2           | 0           | 60     | 6      |
| 2014-2015          | L'Aquila           | LP                 | 10         | 0          | CI+CI-LP        | 3+0             | 0               | -             | -             | -             | -           | -           | -           | 13     | 0      |
| 2015-gen. 2016     | Cremonese          | LP                 | 14         | 0          | CI+CI-LP        | 0               | 0               | -             | -             | -             | -           | -           | -           | 14     | 0      |
| gen.-giu. 2016     | Mantova            | LP                 | 12         | 0          | CI-LP           | 0               | 0               | -             | -             | -             | -           | -           | -           | 12     | 0      |
| Totale carriera    | Totale carriera    | Totale carriera    | 121        | 6          |                 | 10              | 0               |               | 3             | 0             |             | 2           | 0           | 136    | 6      |

## Palmarès

### Club

#### Competizioni nazionali
- Coppa Italia: 1

Lazio: 2008-2009
- Supercoppa italiana: 1

Lazio: 2009
- Campionato italiano di Lega Pro Seconda Divisione: 1

Salernitana: 2012-2013
- Supercoppa italiana di Lega Pro Seconda Divisione: 1

Salernitana: 2013
- Coppa Italia Lega Pro: 1

Salernitana: 2013-2014